# Invade-a-Load
Invade-a-Load fue una rutina de carga rápida utilizada en software para computadora Commodore 64. Se usó en juegos de computadora comerciales que se almacenaron en una cinta Compact Casete y se cargaron con el Datassette. 
Invade-a-Load permitió al usuario jugar un pequeño clon del famoso juego Space Invaders mientras se cargaba el juego principal. Este minijuego inicial se carga en menos de un minuto, proporcionando entretenimiento mientras se esperaba que se cargara el juego real, lo que podría llevar entre cinco y diez minutos más. En al menos una ocasión, un crítico expresó su preferencia por Invade-a-Load sobre el juego principal en sí.
Apareció principalmente en juegos vendidos en el Reino Unido, ya que, cuando se escribió, el mercado de Commodore en los Estados Unidos se había cambiado principalmente a los medios de disquete. 

## Historia y uso
El cargador fue escrito por Richard Aplin para uso propio de Mastertronic. 
El cargador en sí tiene una fecha de copyright de 1987, pero los primeros juegos que usaron el cargador aparecieron en 1988. Durante los años siguientes, Mastertronic usó el cargador en docenas de títulos. 
El cargador también fue memorable para la banda sonora, originalmente hecha por Rob Hubbard para el título de Mastertronic One Man and His Droid. 

## Patentes
En 1995, Yoichi Hayashi de Namco Ltd. inventó una variante de esta técnica para usar con plataformas basadas en discos ópticos como PlayStation y solicitó una patente. Patente USPTO n.º 5718632 fue otorgada en febrero de 1998 y asignada a Namco a pesar de la técnica anterior Invade-a-Load. 